# Eucosma albicostella
Eucosma albicostella is een vlinder uit de familie van de bladrollers (Tortricidae). De soort is voor het eerst wetenschappelijk beschreven door Emilio Turati en Giorgio Krüger in een publicatie uit 1936.